# إلى تلميذة
إلى تلميذة هو ألبوم للفنان العراقي كاظم الساهر، تم إصداره عام 2004 من إنتاج شركة روتانا.

## قائمة الأغاني
- احبيني بلا عقد  - 7:10-من كلمات نزار قباني-الحان-كاظم الساهر
- اشكو اياماً - 6:20 دويتو مع الفنانة المغربية أسماء المنور-من كلمات الناصر-الحان-كاظم الساهر
- إلى تلميذة  - 4:01-من كلمات نزار قباني-الحان-كاظم الساهر
- امشي بهداوة  - 5:00-من كلمات كريم العراقي-الحان-كاظم الساهر
- ايش صار ايش دعوي  - 3:25-من كلمات محمد بن عبود-الحان-كاظم الساهر
- ايه يعني  - 4:54-من كلمات حسان العبيدلي-الحان-كاظم الساهر
- سيدة عمري  - 6:40—من كلمات اسعد الغريري-الحان-كاظم الساهر
- صايغين الذهب  - 4:33-من كلمات حمد سهيل الكتبي-الحان-كاظم الساهر
- غرفه المكياج - موال  - 2:30-من كلمات كريم العراقي-الحان-كاظم الساهر
- فرشت رمل البحر  - 4:56-من كلمات اسعد الغريري-الحان-كاظم الساهر
- كبري عقلك  - 6:04-من كلمات نزار قباني-الحان-كاظم الساهر
- ماي ورد  - 3:34-من كلمات كريم العراقي-الحان-كاظم الساهر
- والله دنيا  - 5:12-من كلمات كريم العراقي-الحان-كاظم الساهر

## روابط خارجية
- كاظم الساهر: البوم إلي التلميذة at shamra.com
- كلمات ومقاطع فيديو من ألبوم إلى التلميذة[وصلة مكسورة] on Shawshara.com